# Shove ha'penny

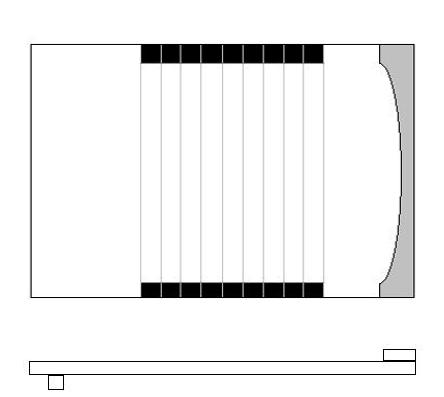
schematische weergave van het speelbord

Shove ha'penny (of shove halfpenny) is een bordspel voor twee spelers of twee teams, dat vooral in Engeland in pubs gespeeld wordt.
Het spel was ten tijde van Shakespeare in Engeland erg populair onder de naam "shovel-board", "shove-groat", "slide-groat"of "slip-groat". Een groat was in die tijd een munt dat wat betreft grootte en gewicht precies goed was om dit spel te spelen. De latere halve penny (spreektaal: "ha'penny") bleek ook geschikt.
De tegenwoordige hele penny-muntstukken zijn niet meer geschikt, dus gebruikt men over het algemeen de oude, goed bewaarde, halve penny stukken.

## Geschiedenis
Tegenwoordig een kroegspel, maar in vroeger dagen werd dit bordspel ook door leden van het koninklijk huis gespeeld. Het huishoudboekje van Hendrik VII vermeldt een schuld aan een graaf Wylliam, die vereffend moet worden. Een speelschuld opgelopen op het "shovillaborde". In de zestiende eeuw werd het spel in verschillende graafschappen verboden aangezien het als een kansspel werd beschouwd.
In het toneelstuk The Second Part of King Henry the Sixth (Deel II van Hendrik VI) uit 1593 wordt een toespeling gemaakt op Shove ha'penny: "Quoit him down, Bardolf, like a shove-groat shilling!", laat Shakespeare zeggen door Falstaff.
Een latere sterk vergrote versie van het spel werd op de dekken van schepen gespeeld: shuffleboard-game. Deze vorm is ook weer aan land gegaan en wordt in Florida (VS) veel gespeeld.

## Het spelbord
Het spelbord is een platte, gladde plank met aan één kant (het einde van het speelvlak) een halfronde verhoging, waar de muntstukken door worden teruggekaatst. Op het bord staan lijnen van links naar rechts op een afstand van ongeveer een anderhalve halfpennystuk van elkaar. Daardoor zijn er negen stroken tussen die lijnen te zien. Aan de onderkant van het bord is een lat vast gemaakt, waarmee het spelbord op z'n plaats wordt gehouden bij het slaan van de munten.

## Regels
Het spel wordt gespeeld door twee personen, of door twee teams.
Het doel van het spel is om muntjes het speelvlak in te schuiven en wel zodanig dat ze op een van de negen stroken terechtkomen, zonder de lijntjes te raken.
Iedere speler krijgt per beurt vijf muntstukken. Degene die als eerste drie muntjes op elk van de negen stroken heeft liggen, is winnaar.
De munten worden eerst onderaan het bord neergelegd, met een deel van de munt uitstekend over de rand. Met de palm van de hand wordt de munt geslagen of geduwd, al naargelang nodig is voor het spel. Een munt die achter de laatste lijn terechtkomt is "dood" en wordt van het bord genomen. Ook de muntjes die aan de zijkanten naast het speelvlak terechtkomen worden verwijderd, behalve als ze nog voor de helft of meer in het speelvlak liggen. Andere munten kunnen blijven liggen. Een munt die de eerste lijn niet haalt, mag opnieuw worden geschoven. De munten mogen via de achterkant terug ketsten, zolang ze maar in het speelvlak terechtkomen.

### Score
Om een punt te scoren moet een munt precies in een vak tussen de lijnen liggen. Aan het eind van zijn beurt legt de speler zijn goedgespeelde munten in de scorevakjes, aan de zijkanten van het bord, of worden daar met krijt streepjes voor de scores geplaatst. Vervolgens worden alle andere munten (die geen punten vergaarden) van het bord verwijderd en mag de tegenpartij spelen.
Wanneer een speler meer dan de vereiste drie munten in een vak heeft geschoven worden de punten die te veel gescoord zijn opgeteld bij de punten van de tegenstander. Alleen het winnende punt moet per se een eigen gespeelde munt zijn.